# Live at Abbey Road Studios 2004
Live At Abbey Road Studios 2004 er et livealbum af den danske sanger Tim Christensen. Det blev udgivet i 2004 og modtog fire ud af seks stjerner af Soundvenue.

## Spor
1. "Jump The Gun" - 3:16
2. "Isolation Here I Come" - 4:07
3. "Secrets On Parade" - 4:37
4. "Let's Face It" - 3:54
5. "Don't Leave Me But Leave Me Alone" - 9:54
6. "Surfing The Surface" - 4:35
7. "Love Is A Matter Of..." - 3:05
8. "Whispering At The Top Of My Lungs" - 4:58
9. "Get The Fuck Out Of My Mind" - 7:53
10. "Screaming At The Top Of My Lungs" - 2:11
11. "Caterpillar" - 9:00
12. "Love Is A Loser's Game" - 3:05
13. "Right Next To The Right One" - 5:11
14. "Time Is The Space Between Us" - 4:47
15. "No Easy Key" - 4:00
16. "Lost And Found" - 3:02
17. "Kings Garden" - 3:35
18. "Barbedwired Babys Dream" - 2:40
19. "How Far You Go" - 3:08